# José Nasazzi
José Nasazzi Yarza (24. květen 1901, Montevideo – 17. červen 1968, Montevideo) byl uruguayský fotbalista. Hrával na pozici obránce.
S uruguayskou reprezentací vyhrál mistrovství světa ve fotbale 1930. Tým zde vedl jako kapitán, dostal se do all-stars a poté, co FIFA začala roku 1982 vyhlašovat nejlepšího hráče mistrovství, byl zpětně označen právě za nejlepšího fotbalistu tohoto šampionátu a dostal tzv. Zlatý míč.
Předtím získal dvě zlaté medaile na fotbalovém turnaji olympijských her (1924, 1928), v době před vznikem mistrovství světa velmi ceněném. Čtyřikrát s Uruguayí vyhrál mistrovství Jižní Ameriky (1923, 1924, 1926, 1935). Celkem za národní tým odehrál 40 utkání. S klubem Club Nacional de Football se stal dvakrát uruguayským mistrem (1933, 1934). V letech 1942–1945 vedl jako trenér uruguayskou reprezentaci.